# 2550 Усай
2550 Усай (2550 Houssay) — астероїд головного поясу, відкритий 21 жовтня 1976 року.
Тіссеранів параметр щодо Юпітера — 3,148.